# 10412 Цукуйомі
10412 Цукуйомі (10412 Tsukuyomi) — астероїд головного поясу, відкритий 21 грудня 1997 року.
Тіссеранів параметр щодо Юпітера — 3,227.
Названо на честь Цукуйомі (яп. ツクヨミ, також відомий як Цукуйомі-но-камі) - бога Місяця в Сінто та японській міфології.